# NGC 3598
NGC 3598 је елиптична галаксија у сазвежђу Лав која се налази на NGC листи објеката дубоког неба.
Деклинација објекта је + 17° 15' 45" а ректасцензија 11h 15m 11,5s. Привидна величина (магнитуда) објекта NGC 3598 износи 12,3 а фотографска магнитуда 13,3. NGC 3598 је још познат и под ознакама UGC 6278, MCG 3-29-14, CGCG 96-14, PGC 34306.